# 杨明珠县
杨明珠县是越南西宁省下辖的一个县。

## 名称起源
杨明珠县以西宁省当代革命历史人物杨明珠命名。

## 地理
杨明珠县北接新珠县，南接鹅油县，西接西宁市，西南接和城市社，东南接盏盘市社，东接平阳省油汀县。

## 历史
2004年1月12日，帅多社部分区域划归新珠县新城社和新和社管辖。

## 行政区划
杨明珠县下辖1市镇10社，县莅杨明珠市镇。
- 杨明珠市镇（Thị trấn Dương Minh Châu）
- 保能社（Xã Bàu Năng）
- 𤅶桧社（Xã Bến Củi）
- 梂起社（Xã Cầu Khởi）
- 茶罗社（Xã Chà Là）
- 禄宁社（Xã Lộc Ninh）
- 潘社（Xã Phan）
- 福明社（Xã Phước Minh）
- 福宁社（Xã Phước Ninh）
- 帅多社（Xã Suối Đá）
- 中蔑社（Xã Truông Mít）